# Nibble (Zeitschrift)
Nibble war eine US-amerikanische Computerzeitschrift für den Apple-II-Computer. Hauptthema des Magazins war die Programmierung des Rechners. Der Zeitschriftentitel bedeutet halbes Byte oder vier Bits, der Slogan lautete The Magazine for Apple II Enthusiasts. Die meisten Artikel von Nibble enthielten das Listing eines Programms, das entweder eine Anwendung, ein Utility für den Rechner oder ein Spiel war. Daneben beschrieb der Artikel die genaue Funktionsweise des Programms.
Die Zeitschrift wurde erstmals im Januar 1980 von Mike Harvey herausgebracht. Ursprünglich wurde sie achtmal jährlich veröffentlicht. Ab 1984 war das Magazin so erfolgreich, dass der Verlag es sich erlauben konnte, die Zeitschrift monatlich zu veröffentlichen. Sie wurde für weitere zwölf Jahre herausgebracht und die letzte Ausgabe erschien im Juli 1992. Eine Erweiterung der Zeitschrift war die Macintosh-Publikation Nibble Mac, welche anfangs ein Teil der Original-Zeitschrift war und später separat veröffentlicht wurde. Die meisten Ausgaben der Zeitschrift, inklusive der Ausgaben Nibble Mac, sind mittlerweile über die Webseite des Verlegers abrufbar.